# Bodo Eleasar
Bodo Eleasar (auch Bodo Eleazar; bl. 838–840) war ein jüdischer Apologet christlicher Herkunft. Die wichtigsten Quellen für die Biografie Bodo Eleasars sind die Annalen der Abtei Sankt Bertin (Annales Bertiniani), verfasst von Prudentius von Troyes, sowie ein Briefwechsel zwischen Bodo Eleasar und dem mozarabischen Gelehrten Pablo Álvaro von Córdoba.

## Konversion
In seiner christlichen Zeit lebte Bodo (oder Puoto) als adliger Palastdiakon am Hof Ludwigs des Frommen. Seiner Herkunft nach ein Alemanne, soll er von Kindheit an christlich erzogen und auf ein Leben als Höfling vorbereitet worden sein. Dazu erhielt er Unterricht in verschiedenen Wissenschaften.
Bodo erbat im Jahr 838 die Erlaubnis zu einer Pilgerreise von Aachen nach Rom. Dieser Route folgte er aber wahrscheinlich nur bis nach Südgallien. Von dort aus wandte er sich nach Spanien und schloss sich der jüdischen Gemeinde in Saragossa an. Angeblich verkaufte er seine Begleiter bei der Pilgerfahrt als Sklaven an die Muslime, bis auf seinen Neffen, den er zur Konversion genötigt haben soll. Ob er unterwegs konvertierte und dann nach Saragossa zog (so Prudentius) oder in der jüdischen Gemeinde von Saragossa diesen Schritt vollzog (so Amulo von Lyons in seiner polemischen Schrift Liber contra Judaeos), ist unsicher. Die Konversion beinhaltete seine Beschneidung, die Annahme des neuen Namens Eleasar und die Heirat mit einer Jüdin. Der ehemalige Kleriker veränderte auch sein Äußeres, indem er sein Haar länger trug, sich einen Bart wachsen ließ und sich militärisch kleidete. „Um seine Umwandlung zu vervollkommnen, band er sich zudem einen Schwertgurt um, was als Zeugnis für die Wehrhaftigkeit der Juden seiner Zeit zu werten ist.“
Er wurde von Gelehrten in der Gemeinde von Saragossa weiter im jüdischen Glauben unterwiesen. Amulo von Lyons schreibt, dass Bodo Eleazar vollständig mit seiner christlichen Vergangenheit brach, die göttliche Natur Christi leugnete, die Taufe entweihte, Christus und seine Kirche verspottete und täglich in der „Synagoge des Satans“ saß.

## Briefwechsel mit Pablo Álvaro
Im Jahr 840 führte Eleasar eine literarische Kontroverse mit Pablo Álvaro von Córdoba, einem christlichen Autor, der seinerseits angab, jüdischer Herkunft zu sein. Jeder der beiden versuchte erfolglos, den anderen zum ursprünglichen Glauben zurückzuführen. Der Ton war zunächst freundlich: Álvaro richtete den ersten Brief an „meinen lieben“ Eleasar, der wiederum Álvaro einen „guten Mann“ nannte. Im weiteren Verlauf griffen beide Seiten zu Beleidigungen: Eleasar erklärte, er habe sich von einer Religion abgewandt, die „verwerflich, erbärmlich, verlogen, verflucht, schrecklich und verachtenswert und abscheulich“ sei; Álvaro nannte Eleasar einen „Feind Gottes, Übertreter des göttlichen Gesetzes,“ er habe das Kirchenrecht verletzt und heilige Dinge gestohlen.
Der Briefwechsel ist nur in einer Abschrift des 11. Jahrhunderts erhalten, wobei Eleasars Briefe allerdings stark gekürzt und außerdem im 13. Jahrhundert radiert wurden. Der Textverlust wird teilweise dadurch kompensiert, dass Álvaro seinen Kontrahenten ausgiebig zitiert. Das Manuskript wird heute im Kathedralarchiv von Córdoba aufbewahrt. So weit es der Erhaltungszustand der Briefe erkennen lässt, beherrschte Eleasar fließend Latein und zitierte er Beda Venerabilis sowie Isidor von Sevilla. In seinen spöttischen Bemerkungen über Jesus und Maria zeigte sich Eleasar von den Toledot Jeschu beeinflusst. Die Strategie Álvaros war es, Eleasars niedrigeren Status als Konvertit anzugreifen. Er habe nur oberflächliche Kenntnisse seiner neuen Religion: „Warum ist dieses Argument bisher noch nie gegen uns erhoben worden? … Womöglich hast du, mehr Gallier und Lateiner als Hebräer, ja verstanden, was den Häuptern der Synagoge bisher verborgen war, und ein Lateiner findet in hebräischen Schriften mehr als ein Hebräer.“ Ganz im Stil des Paulus von Tarsus bezeichnete sich Álvaro als echten Hebräer, dem die Verheißungen der Propheten zugesprochen seien, während Bodo Eleasar sich diese Texte nur aneigne. Ein Thema der Kontroverse waren die Anthropomorphismen der Hebräischen Bibel: Bodo Eleasar behauptete, „Gott habe das Gesetz mit seinem Finger geschrieben [vgl. Ex 31,18 ]. Paulus Alvarez entgegnete, daß Gott doch nicht menschengestaltig sei und man den ‚Finger Gottes‘ als Metapher für den Heiligen Geist auffassen müsse.“ Álvaro wies auf die bedrängte Lage der Juden in der Gegenwart hin, was Eleasar durch die Erinnerung an das Babylonische Exil entkräftete: schon einmal habe Gott das Schicksal seines Volkes gewendet, und er könne das wieder tun – hier zitierte Eleasar ausführlich Ez 36–37. Die prächtige Erscheinung der Kirchen sei eine rein äußerliche und materielle Sache, wie die Tempel der Griechen und Römer in Trümmer gefallen seien, werde es auch den Kirchengebäuden ergehen.

## Späteres Leben
Prudentius zufolge setzte sich Eleasar bei den muslimischen Herrschern Spaniens dafür ein, ihre christlichen Untertanen zur Konversion entweder zum Judentum oder zum Islam zu zwingen. Spanische Christen hätten daraufhin den westfränkischen Herrscher Karl den Kahlen um Hilfe gebeten und die Rückkehr Eleasars ins fränkische Reich gefordert. Damit steigert Prudentius die negative Charakterisierung des Konvertiten Bodo Eleasar, so dass dieser im Lauf der Zeit immer diabolischer zu werden scheint: „Ein ehemaliger Christ mutierte in den Augen der christlichen Autoren zu einem Ungeheuer, das nach dem Blut unschuldiger Christen verlangte.“
Wenn diese Episode historisch ist, wäre sie auf 847 zu datieren. Nachrichten über das spätere Leben Bodo Eleasars gibt es nicht.